# Ruine Alt-Schellenberg
Die Ruine Alt-Schellenberg, auch «Untere Burg» genannt, ist eine von zwei Burgruinen auf dem Gebiet der Gemeinde Schellenberg in Liechtenstein.

## Lage
Die Ruine der Höhenburg liegt auf 590 m ü. M. nördlich des Schellenberger Ortsteils Platta am nordwestlichen Rand des Gipfelplateaus des Eschnerbergs, etwa 150 Meter über dem Rheintal. Sie ist frei zugänglich und kann zu Fuss auch über den Historischen Höhenweg am Eschnerberg erreicht werden.
Ungefähr einen Kilometer östlich befindet sich Neu-Schellenberg, die zweite Burgruine auf Schellenberger Gemeindegebiet.

## Geschichte
Alt-Schellenberg ist, anders als der Name erwarten lässt, die jüngere der beiden Schellenberger Burgen. Auf einem Hügel, der bereits in der Jungsteinzeit besiedelt war, wurde vermutlich um 1250 durch die ursprünglich im oberen Isartal ansässigen Herren von Schellenberg eine erste Anlage errichtet, deren genauer Umfang jedoch nicht bekannt ist. Eine erste urkundliche Erwähnung der Burg erfolgte 1317, als die Schellenberger ihren Besitz auf dem Eschnerberg an die Grafen von Werdenberg-Heiligenberg verkauften, die ihrerseits die Meier von Altstätten hier als Vögte oder Lehnsmänner einsetzten.
Um 1350 wurde im Nordosten der Burganlage ein Turmbau errichtet. In einer weiteren Bauphase um 1380 entstand der Bering mit der älteren Toranlage. Im Jahr 1394 räumte der damalige Besitzer, Graf Albrecht III. von Werdenberg-Bludenz, den Herzögen von Österreich das Öffnungsrecht an beiden Schellenberger Burgen ein. Ungefähr zu dieser Zeit erhielt die Burg ihr endgültiges Aussehen, indem das Tor auf die Nordwestseite verlegt, am alten Tor eine Küche mit Backofen gebaut und südwestlich der Kernburg eine Vorburg angelegt wurden.
Die Appenzellerkriege zu Beginn des 15. Jahrhunderts überstand die Burg Alt-Schellenberg vermutlich ohne grössere Schäden. In der Folgezeit wechselte sie mehrfach die Besitzer. So verkaufte Albrecht III. von Werdenberg-Bludenz im Jahr 1412 die Burg an seinen Schwiegersohn Wilhelm von Montfort-Tettnang. Ab spätestens 1437 war die Herrschaft Schellenberg mit den beiden Burgen im Besitz der Freiherren von Brandis, die sie im Jahr 1510 an Graf Rudolf V. von Sulz weiterverkauften. Zu dieser Zeit war die Burg vermutlich bereits verlassen. 1613 erwarben die Grafen von Hohenems die Herrschaft Schellenberg, deren Burgen in der Emser Chronik von 1616 als Ruinen («zerbrochen») bezeichnet werden. Schliesslich kamen die Fürsten von Liechtenstein mit dem Kauf der Herrschaft Schellenberg im Jahr 1699 auch in den Besitz der dortigen Burgruinen.
Im 19. Jahrhundert wurden die Überreste der beiden Burgen von der örtlichen Bevölkerung als Steinbrüche vor allem für den Bau der Schellenberger Pfarrkirche und des Klosters genutzt. Fürst Franz Josef II. von Liechtenstein schenkte die stark überwachsenen Ruinen 1956 dem Historischen Verein für das Fürstentum Liechtenstein, der die Burg Alt-Schellenberg in den Jahren 1978 bis 1980 ausgraben und konservieren liess.

## Anlage

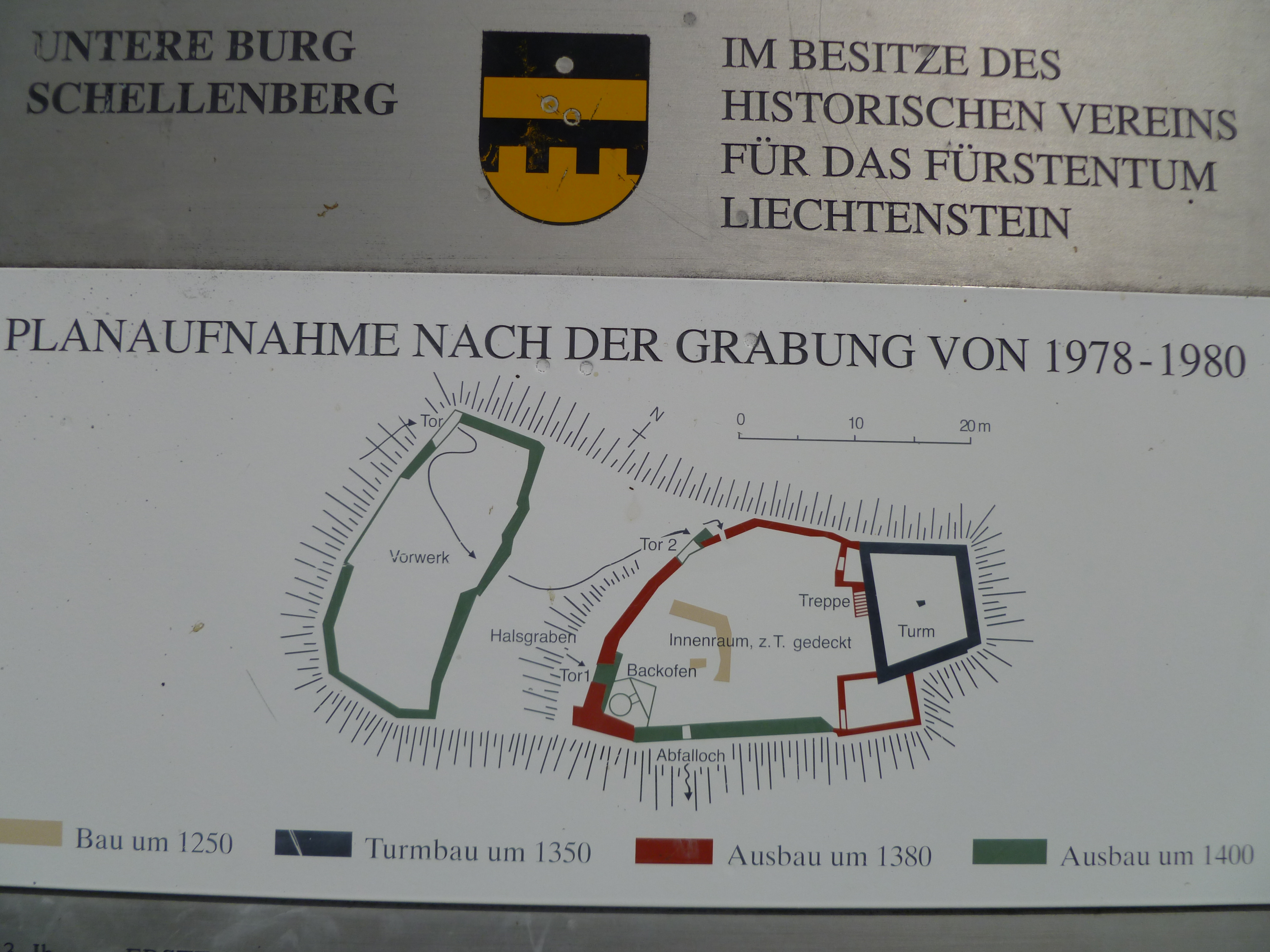
Grundriss der Ruine Alt-Schellenberg

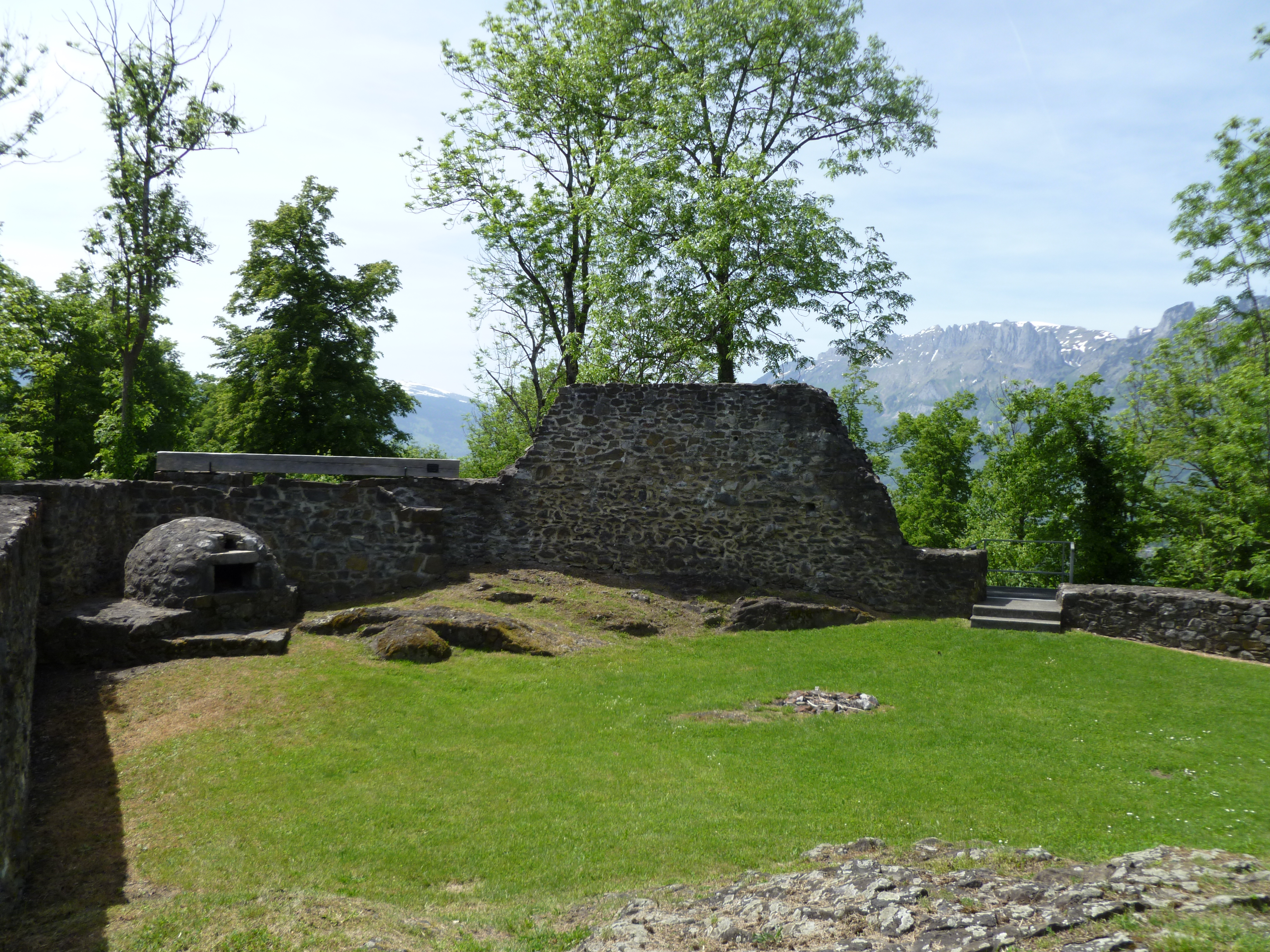
Burghof mit rekonstruiertem Backofen

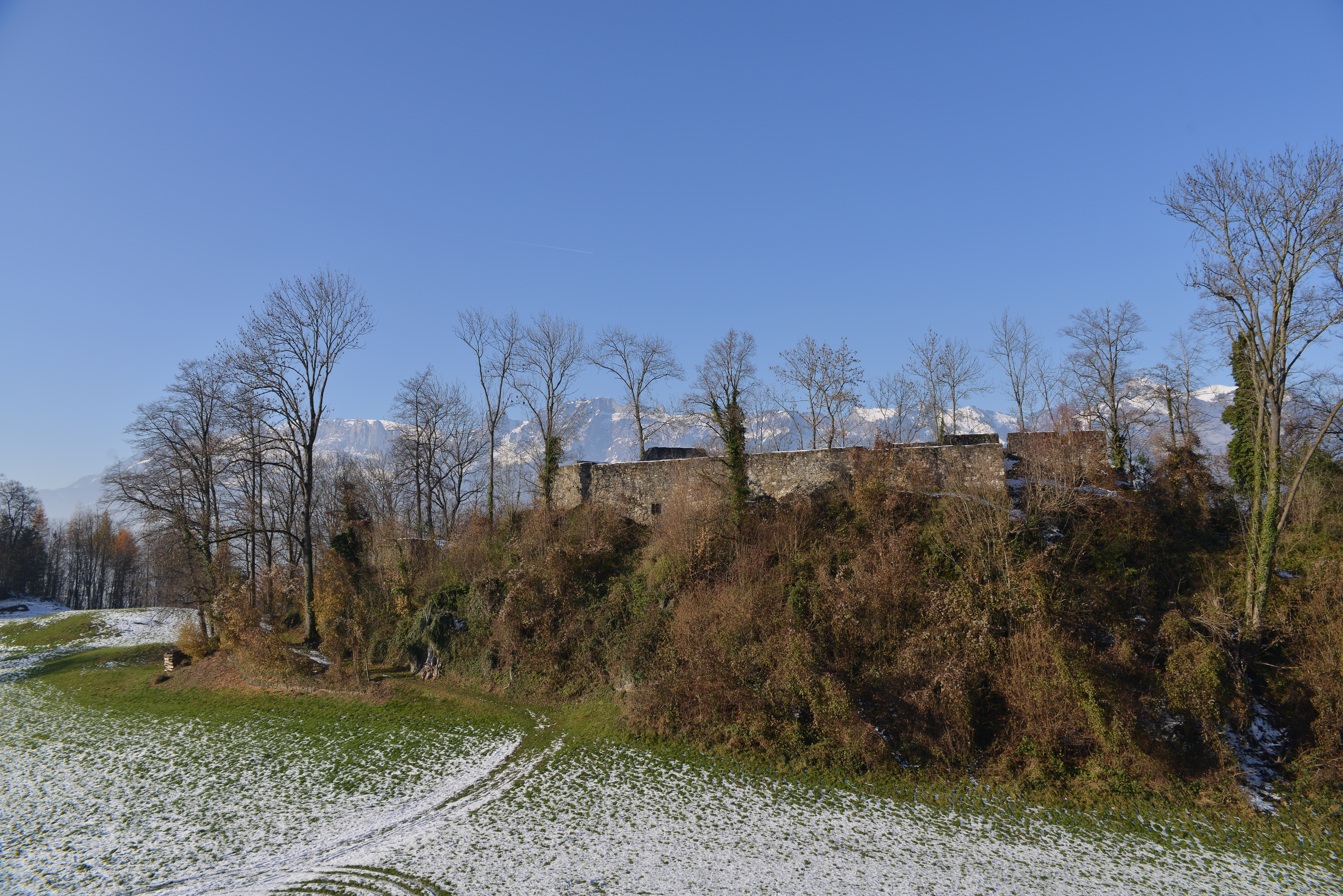
Gesamtansicht von Osten

Die Burg Alt-Schellenberg entstand in mehreren Bauphasen im 13. und 14. Jahrhundert. Um 1250 wurde eine erste kleine Anlage erbaut, deren genauer Umfang nicht bekannt ist. Von diesen Gebäuden sind keine sichtbaren Überreste vorhanden. Etwa 1350 wurde der Turmbau mit trapezförmigem Grundriss im Nordosten des Burgareals errichtet, um 1380 entstanden der Bering mit der älteren Toranlage im Südwesten sowie Anbauten am Turm. In einer letzten Bauphase um 1400 wurde südwestlich der Kernburg jenseits des Halsgrabens eine Vorburg angelegt. Vermutlich im Zusammenhang mit diesem Umbau wurde der Zugang zur Kernburg nach Nordwesten verlegt; am alten Tor entstand eine Küche mit Backofen.
Erhalten sind die seit 1978 gesicherten und konservierten Mauerreste des Turmbaus, des Berings und der Vorburg, an deren Eingang im Nordwesten noch die Balkenlöcher der Schliessbalken sichtbar sind. Im Burghof nahe dem älteren Tor befindet sich die Rekonstruktion eines Backofens. Die heute sichtbaren Anlagen überdecken eine Fläche von ungefähr 50 × 20 Metern.